# 山内進
山内 進（やまうち すすむ、1949年10月1日 - ）は、日本の法学者。専門は法制史。一橋大学名誉教授。第16代一橋大学学長、ロンドン大学客員教授、中国人民大学客座教授、法文化学会理事長を歴任。サントリー学芸賞受賞。

## 経歴
出生から修学期
1949年、北海道小樽市で生まれた。小樽市立奥沢小学校、小樽市立向陽中学校を経て、北海道小樽潮陵高等学校に入学。同校では、山本眞樹夫（元小樽商科大学学長）や品川守（元国土交通省北海道局長）が同級生であった。
一橋大学法学部に進学し、勝田有恒の指導を受けた。また、大学1年時の第二外国語のロシア語のクラスでは、河村たかし（名古屋市長）や増田悦佐（エコノミスト）と同級生であった。1972年に卒業し、一橋大学大学院法学研究科に進学。1974年に修士課程を修了。1977年、同博士課程を単位取得退学。
経済学者として
1977年、成城大学法学部助手に着任。1978年より同専任講師、1981年に助教授昇進。1983年、ロンドン大学キングス・カレッジ・ロンドン客員教授として在外研究。1987年、学位論文『新ストア主義の国家哲学 ユストゥス・リプシウスと初期近代ヨーロッパ』を一橋大学に提出して法学博士号を取得。1988年、成城大学法学部教授に昇進。1990年からは一橋大学法学部・大学院法学研究科教授。1995年にケンブリッジ大学国際法研究センター客員研究員、1999年にロンドン大学ユニヴァーシティ・カレッジ・ロンドン客員教授として在外研究。2004年からは一橋大学大学院法学研究科長・法学部長を務めた。2006年より国立大学法人一橋大学理事（専任）副学長（社会連携・財務担当）。
2010年7月29日に実施された次期学長予定者選考において、一橋大学第16代学長に選出された。任期は2010年12月1日から2014年11月30日までの4年間。2014年11月に学長退任ならびに同大学を定年退職し、一橋大学名誉教授となった。
その後は、2015年より中国人民大学客座教授、同大学法学院発展顧問委員会委員、松山大学法学部特任教授を務めている。

### 委員・役員
- 堀科学芸術振興財団評議員[9]。
- 21世紀COEプログラム「ヨーロッパの革新的研究拠点」拠点リーダー(2004年)
- 法文化学会理事長(2005年)
- 如水会理事(2008年)[4]。
- 産学協働人材育成円卓会議委員(2012年5月～)[10]
- 小樽ふれあい観光大使(2012年7月～)[11]。
- 文部科学省教科用図書検定調査審議会総括部会長代理(2016年9月)
- 文部科学省教科用図書検定調査審議会会長(2017年)
- みらかホールディングス取締役
- リーディング・スキル・テスト取締役(2018年)[10][12]。
- 独立行政法人国立高等専門学校機構監事(2019年)
- H.U.グループホールディングス取締役(2020年)
- 独立行政法人大学改革支援・学位授与機構国立大学教育研究評価委員会委員長[13]

## 研究内容・業績
専門は法制史で、西洋法制史。主著に『決闘裁判』、『十字軍の思想』がある。指導を受けた門下生には、屋敷二郎（一橋大教授）、藤本幸二（岩手大准教授）らがいる。
交遊
前野一夫（千葉大学名誉教授）とは小学校時代からの遊び仲間。

## 受賞・栄典
- 1998年：『北の十字軍』でサントリー学芸賞を受賞[15][16]。

## 家族・親族
- 父：日本国有鉄道職員。
- 兄：山内昌之は歴史学者。東京大学名誉教授。

## 著書
単著
- 『新ストア主義の国家哲学：ユストゥス・リプシウスと初期近代ヨーロッパ』千倉書房 1985
- 『掠奪の法観念史：中・近世ヨーロッパの人・戦争・法』東京大学出版会 1993
  - 増補版 2024年
- 『北の十字軍：「ヨーロッパ」の北方拡大』講談社選書メチエ 1997
  - 文庫化 講談社学術文庫 2011年
- 『決闘裁判：ヨーロッパ法精神の原風景』講談社現代新書 2000
  - 増補版 ちくま学芸文庫 2024年
- 『十字軍の思想』ちくま新書 2003
  - 増補版 ちくま学芸文庫 2017年
- 『文明は暴力を超えられるか』筑摩書房 2012
- 『グロティウス『戦争と平和の法』の思想史的研究：自然権と理性を行使する者たちの社会』ミネルヴァ書房 2021

編著
- 『混沌のなかの所有』国際書院 2000
- 『「正しい戦争」という思想』勁草書房 2006
- 『フロンティアのヨーロッパ』国際書院 2008

共編著
- 『概説西洋法制史』勝田有恒・森征一共著、ミネルヴァ書房 2004
- 『暴力：比較文明史的考察』加藤博・新田一郎共著、東京大学出版会 2005
- 『衝突と和解のヨーロッパ：ユーロ・グローバリズムの挑戦』大芝亮と共著、ミネルヴァ書房 2007
- 『近世・近代ヨーロッパの法学者たち：グラーティアヌスからカール・シュミットまで』勝田有恒と共著、ミネルヴァ書房 2008
- 『国際法の実践（小松一郎大使追悼）』信山社 2015